# 许元硕
许元硕 （英語：Heo Won-seok，1997年01月26日—，游戏ID：PawN）韩国英雄联盟电子竞技职业选手。2014年因为三星蓝队内调整，Pawn来到了三星白战队并在S4全球总决赛中夺冠。2014年12月4日，加入EDG战队，并在2015年MSI季中邀请赛中获得冠军。2019年9月29日，Pawn宣布退役。

## 职业生涯

### 2013年
PawN最初在MIG Blitz战队的ID是Mis Blitz，在2013年HOT6iX Champions冠军赛中表现出色，但队伍仅仅止步小组赛。10月加入三星蓝战队，改名为“Pawn”。在2013年WCG资格赛对阵SK SKY T1K战队的比赛中，比赛进行到九分钟左右，Pawn用豹女越塔单杀Faker的发条魔灵，一举成名。

### 2014年
三星蓝战队成功闯入PANDORA.TV冠军冬季赛，这是PawN职业生涯第一次进入OGN联赛。他们以3-0击败SKT T1 K战队获得OGN联赛冬季赛冠军。12月时因为对内调整，PawN和三星白中单Dade选手互换，成为三星白的新中单。HOT6iX春季冠军赛中，三星白1-3败给三星蓝，随后三星白以3-2击败CJ Entus Blaze战队获得季军。HOT6iX夏季赛冠军赛中，三星白依旧1-3输给三星蓝，止步半决赛。随后三星白击败SKT战队获得季军，以韩国赛区二号种子出战S4全球总决赛。
S4全球总决赛上，三星白只输掉两场比赛。决赛中以3-1击败皇族战队，获得S4全球总决赛冠军。10月31日，PawN宣布离开三星白战队。12月2日，PawN宣布加入EDG战队

### 2015年
LPL春季季后赛中，PawN因为身体原因暂时休息。随后EDG战队对阵WE战队的比赛中，比分2-2僵持时。PawN临危受命上场。PawN使用卡萨丁打出6-1-10的完美战绩帮助EDG战队成功拿下WE战队，成功晋级半决赛。LPL春季赛总决赛中，PawN首发登场。生死局中Pawn掏出卡牌大师崔斯特多次控制住对面的输出位置，虽然最后的战绩0-7-10比较惨淡，但最终EDG战队3-2战胜LGD战队，这也是PawN第一个LPL联赛冠军。
MSI季中邀请赛的决赛上，EDG战队在BP期间通过诱使Faker选择诡术妖姬并让PawN使用堕落天使的战术，最后成功击败夺冠热门的SKT战队。EDG战队夺得MSI季中邀请赛冠军并且被评选为世界最佳团队。
S5资格赛中，EDG战队对阵IG战队的比赛上，关键团战中PawN用船长一套三连桶连招打出了爆炸输出，最终EDG战队战胜IG战队挺进S5全球总决赛
S5全球总决赛的分组中，EDG战队与SKT战队、H2K战队和Bangkok Titans战队分到同一个小组，EDG战队以小组第二的身份晋级淘汰赛。四分之一决赛，EDG战队3-0输给Fnatic战队。S5结束后，EDG战队发公告称：“由于队员伤病，EDG战队根据治疗的安排将缺席接下来的全国电子竞技大赛、世界电子竞技大赛以及英特尔极限大师赛。”

### 2016年
2春季常规赛中，PawN的首发时常变动，替补雅典娜在他的腰伤发作导致无法进行比赛时上场。但是，PawN仍参加了绝大部分的比赛。休赛期中，PawN从首发阵容中退出，而SKT的中单替补Scout加入EDG俱乐部并取代他成为首发中路。LPL夏季赛，EDG战队常规赛16场全胜并且决赛中3-0击败RNG战队，而Pawn直到决赛后接受采访始终都在替补席上。10月31日，Pawn在脸书宣布离开EDG战队。11月，Pawn加入KT战队。

### 2019年
9月29日，Pawn发脸书称因为受严重强迫症折磨而无奈选择退役。

## 个人奖项
- 2015年LPL最佳外援[15]
- 2015年LPL最佳中单[16]

## 选手数据
PawN的职业生涯数据
| 赛事名称                   | 平均每局KDA  | 战绩（胜/负） | 参考资料 |
| -------------------------- | ------------ | ------------- | -------- |
| 2014 OGN春季赛             | 4.8/2.4/7.7  | 12/6          | [ 17 ]   |
| 2014 OGN夏季赛             | 4.1/1.9/8.5  | 6/2           | [ 17 ]   |
| 2014 S4全球总决赛          | 6.2/1.5/8.3  | 15/2          | [ 17 ]   |
| 2015 LPL春季赛             | 5.4/2.4/8.7  | 10/3          | [ 17 ]   |
| 2015 MSI季中邀请赛         | 3.1/2.7/10.6 | 26/11         | [ 17 ]   |
| 2015 LPL夏季赛             | 4.8/2.3/7.1  | 25/9          | [ 17 ]   |
| 2015 德玛西亚杯—北京站     | 4.0/1.6/7.0  | 8/1           | [ 17 ]   |
| 2015 S5预选赛              | 6.0/1.7/11.0 | 5/1           | [ 17 ]   |
| 2015 S5全球总决赛          | 2.9/2.7/6.7  | 4/5           | [ 17 ]   |
| 2016 LPL春季赛             | 3.9/2.9/6.9  | 24/8          | [ 17 ]   |
| 2016 LPL夏季赛             | 4.6/1.4/6.8  | 4/1           | [ 17 ]   |
| 2016 德玛西亚杯—苏州武汉站 | 8.0/2.7/10.3 | 3/0           | [ 17 ]   |
| 2016 全球总决赛            | 5.8/2.2/4.8  | 2/2           | [ 17 ]   |
| 2017 LCK春季赛             | 3.3/1.6/5.8  | 33/19         | [ 17 ]   |
| 2017 亚洲对抗赛            | 3.7/2.7/6.0  | 2/1           | [ 17 ]   |
| 2017 LCK S7资格赛          | 3.0/3.3/5.0  | 0/3           | [ 17 ]   |
| 2017 韩国电竞协会杯        | 2.9/2.4/6.1  | 9/12          | [ 17 ]   |
| 2018 LCK春季赛             | 2.9/2.4/6.1  | 9/12          | [ 17 ]   |
| 2018 LCK夏季赛             | 4.0/5.0/1.0  | 0/1           | [ 17 ]   |
| 2018 韩国电竞协会杯        | 0.0/1.5/2.5  | 0/2           | [ 17 ]   |
| 2019年LCK春季赛            | 3.1/1.7/5.3  | 29/13         | [ 17 ]   |